# Pierce Brosnan
Pierce Brendan Brosnan OBE (Drogheda, Írország, 1953. május 16. –) ír-amerikai színész, filmproducer, aktivista és környezetvédő.
Írországban és az Egyesült Királyságban nevelkedett, majd életének legnagyobb részét az Amerikai Egyesült Államokban töltötte, ahol honosított amerikai állampolgár lett. Tizenhat évesen hagyta ott tanulmányait, ezt követően illusztrátorként dolgozott a reklámiparban és három évre a londoni Drama Centre drámaiskola hallgatója volt. Színpadi fellépések után a Remington Steele (1982–1987) című televíziós sorozatban kapott szerepet. Ebben az időszakban fontosabb filmes szereplései voltak A negyedik záradék (1987) és a Mrs. Doubtfire – Apa csak egy van (1993) című filmekben.
1994-ben ő lett az ötödik színész, aki eljátszhatta James Bondot a filmvásznon. 1995 és 2002 között Brosnan négy Bond-filmben tűnt fel: Aranyszem (1995), A holnap markában (1997), A világ nem elég (1999), Halj meg máskor (2002). Az 1990-es évek végén főszerepei voltak még a Dante pokla (1997) című katasztrófafilmben és A Thomas Crown-ügy (1999) című krimiben.
A Bond-korszak után játszott a Mamma Mia! (2008), a Szellemíró (2010) és a November Man (2014) című filmekben volt látható.

## Fiatalkora
Pierce Brendan Brosnan az írországbeli Droghedában született, Thomas Brosnan és May Smith egyetlen gyermekeként. Navanben, County Meathben nőtt fel. Édesapja korán elhagyta a családot. Négyéves volt, mikor édesanyja Londonba költözött egy nővéri állás miatt, így ettől kezdve nagyszülei, Philip és Kathleen Smith nevelték. Később ő maga is Londonba ment és megkezdte tanulmányait az Elliott Schoolban.
Tizenhat évesen úgy döntött, hogy festő lesz, ezért otthagyta az iskolát, majd beiratkozott a Central Saint Martins College of Art and Designba. 1969-ben az Oval House-ba ment bemutató próbára, ahol épp tűznyelők mutatták be különféle trükkjeiket. Nagyon elnyerte tetszését és úgy döntött csatlakozik a társasághoz, így megtanulta a tűznyelés technikáját. Egy cirkuszügynök fel is figyelt a tehetségére és három évig alkalmazta.
Miután 1976-ban végzett a Drama Centre-ben a York Theatre Royalba szerződött, ahol a Wait Until Dark (Várj, míg sötét lesz!) című darabbal debütált a világot jelentő deszkákon. Pályafutását a filmvásznon folytatta. Eleinte kisebb mellékszerepeket kapott olyan filmekben, mint A kristálytükör meghasadt, meg a Hosszú nagypéntek.

## Pályafutása
1985-ben már begyűjtötte első Golden Globe-díj-jelölését a Nancy Astorban jól megformált Robert Gould Shaw karakteréért. 1982-ben Dél-Kaliforniába költözött és elvállalta az NBC új romantikus detektívsorozatának, a Remington Steele-nek főszerepét. 1987-ben a széria forgatása befejeződött, de ő továbbra is a képernyőn maradt olyan filmekkel, mint A negyedik záradék, a Gazemberek, a Dupla csavar, A fűnyíróember, és a Robin Williams főszereplésével készült Mrs. Doubtfire – Apa csak egy van.
Brosnan három Bond-filmre írta alá a szerződést, de nem volt kizárt, hogy egy negyedik részben is ő alakítja majd a britek népszerű ügynökét. Az elsőt 1995-ben mutatták be Aranyszem címmel, mely 350 millió dolláros bevételével az év negyedik legnagyobb kasszasikere lett és ezzel a legsikeresebb Bond film a Moonraker – Holdkelte óta.
1997-ben mutatták be A holnap markában mozit, majd 1999-ben következett a harmadik, A világ nem elég címmel, melyek szintén sikeresek lettek. Azonban a 2002-ben megjelent Halj meg máskor már vegyes kritikákat kapott.
Nem sokkal a Halj meg máskor megjelenése után a média erősen érdeklődött a karakter sorsát illetően: Brosnan marad vagy leváltják egy fiatalabb generációs színészre. 2004 júliusában viszont Brosnan bejelentette, megválik a szereptől és átadja másnak a lehetőséget, hogy életre keltse Bond figuráját.
A 007-es filmekkel egy időben több sikerprodukcióban is játszott: Támad a Mars!, Dante pokla, A Thomas Crown-ügy, A panamai szabó.
Első Bond utáni szerepe a 2004-es Válótársak volt. Ugyanebben az évben játszott Az utolsó gyémántrablás című filmben, Salma Hayek és Woody Harrelson oldalán, azonban a kritikusok lehúzták a paradicsomi környezetben játszódó akció-vígjátékot. Következő filmje a 2005-ös Matador, melyben ő alakította Julian Noble-t, egy fáradt, neurotikus bérgyilkost. A film többnyire pozitív értékelést kapott, Brosnan-t pedig Golden Globe-ra jelölték legjobb férfi főszereplő (zenés film vagy vígjáték) kategóriában.
2006-ban a szintén ír származású Liam Neeson-nel játszott együtt a Seraphim Falls – A múlt szökevénye című moziban, majd 2007-ben negatív karaktert játszott a Próbatétel című thrillerben. 2008-ban megkapta Sam Carmichael karakterét a Broadway-n nagy sikerrel játszott ABBA musical, a Mamma Mia! (film) filmadaptációjában. A másik két férfi főszereplőt Colin Firth és Stellan Skarsgård, míg a fiatalon tévelygő anyukát Meryl Streep alakítja.

### A 2010-es évek
2010-ben mutatták be a Szellemíró című politikai thrillert, melyben egy kegyvesztett brit miniszterelnököt alakít. A film rendezője és producere Roman Polański volt, aki elnyerte a legjobb rendezőnek járó Ezüst Medvét a Berlini Nemzetközi Filmfesztiválon. Még ugyanebben az évben szerepelt a Robert Pattinson főszereplésével készült Emlékezz rám című romantikus filmben.
2012-ben a Csak a szerelem számít című dán romantikus vígjátékban játszott.
Ugyanebben az évtizedben a mozisztár meglepetésre egy drámasorozat főszereplőjeként is kipróbálhatta magát (ami egyes kritikák szerint lehetséges, hogy a legnagyobb drámai szerepe lesz pályáján). A The Son című, 2017 és 2019 közt adásba kerülő western-dráma sorozatban (AMC Studios) főszerepelt, amelynek két évadja, összesen 20 epizódja készült el, Philipp Meyer azonos című és nagyon sikeres (2014:  Pulitzer rövid listás jelölt) texas-i családregényéből (The Son, 2013).

## Magánélete
1977-ben találkozott Cassandra Harris ausztrál színésznővel, akit Richard Harris egyik unokaöccse, David Harris mutatott be neki. 1980-ban összeházasodtak. 1987-ben felesége súlyosan megbetegedett, nem sokkal ezután petefészekrákot diagnosztizáltak nála, melybe 1991-ben belehalt.
Jelenlegi feleségével 1994-ben találkozott és 2001-ben keltek egybe, Írországban.
2001 óta a UNICEF egyik írországi nagykövete. Korábban festőnek készült, ezért szabadidejében a mai napig fest tájképeket, családi portrékat, melyeket általában jótékonysági árveréseken ajánlja fel és a festményekért kapott pénzzel többnyire a környezetvédelmet valamint a nők és gyermekek egészségéért küzdő szervezeteket támogatja.
Első feleségének halála óta szószólója a rák ellenes szövetségeknek; 2006-ban a Lee National Denim Day szóvivőjeként minden eddiginél több pénzt gyűjtött a mellrák elleni program adománygyűjtésén.

## Színházi szerepei
- Várj, míg sötét lesz
- Filumenia

## Filmográfia

### Film
| Év   | Magyar cím                                     | Eredeti cím                                        | Szerep                               | Magyar hang          |
| ---- | ---------------------------------------------- | -------------------------------------------------- | ------------------------------------ | -------------------- |
| 1980 | Hosszú nagypéntek                              | The Long Good Friday                               | IRA-tag                              |                      |
| 1980 | Agatha Christie: A kristálytükör meghasadt     | The Mirror Crack’d                                 | Jamie (stáblistán nem szerepel)      |                      |
| 1985 | A horda                                        | Nomads                                             | Jean Charles Pommier                 | Kautzky Armand       |
| 1987 | Taffin – Piszkos munka                         | Taffin                                             | Mark Taffin                          | Dörner György        |
| 1987 | A negyedik záradék                             | The Fourth Protocol                                | Valeri Petrofsky / James Edward Ross | Kautzky Armand       |
| 1988 | Gazemberek                                     | The Deceivers                                      | William Savage                       | Kautzky Armand       |
| 1990 | Mister Johnson                                 | Mister Johnson                                     | Harry Rudbeck                        |                      |
| 1992 | A fűnyíró ember                                | The Lawnmower Man                                  | Dr. Lawrence Angelo                  | Haás Vander Péter    |
| 1992 | A fűnyíró ember                                | The Lawnmower Man                                  | Dr. Lawrence Angelo                  | Kautzky Armand       |
| 1992 | Gyújtóhatás                                    | Live Wire                                          | Danny O'Neill                        | Rátóti Zoltán        |
| 1993 | Mrs. Doubtfire – Apa csak egy van              | Mrs. Doubtfire                                     | Stuart "Stu" Denmeyer                | Szakácsi Sándor      |
| 1993 | A féltékenység hálójában                       | Entangled                                          | Garavan                              | Kautzky Armand       |
| 1993 | A féltékenység hálójában                       | Entangled                                          | Garavan                              | Medgyesfalvy Sándor  |
| 1994 | A sors útjai                                   | Love Affair                                        | Ken Allen                            | Sztarenki Pál        |
| 1995 | Aranyszem                                      | GoldenEye                                          | James Bond                           | Kautzky Armand       |
| 1996 | Támad a Mars!                                  | Mars Attacks!                                      | Donald Kessler professzor            | Szabó Sipos Barnabás |
| 1996 | Tükröm, tükröm                                 | The Mirror Has Two Faces                           | Alex                                 | Kőszegi Ákos         |
| 1997 | Robinson Crusoe kalandos élete                 | Robinson Crusoe                                    | Robinson Crusoe                      | Csernák János        |
| 1997 | Dante pokla                                    | Dante's Peak                                       | Harry Dalton                         | Kautzky Armand       |
| 1997 | A holnap markában                              | Tomorrow Never Dies                                | James Bond                           | Kautzky Armand       |
| 1998 | A bűvös kard – Camelot nyomában                | Quest for Camelot                                  | Artúr király (hangja)                | Lippai László        |
| 1998 | A bűvös kard – Camelot nyomában                | Quest for Camelot                                  | Artúr király (hangja)                | Tóth Roland          |
| 1998 | A távoli rokon                                 | The Nephew                                         | Joe Brady                            | Kautzky Armand       |
| 1999 | Szürke bagoly                                  | Grey Owl                                           | Archibald "Grey Owl" Belaney         | Kőszegi Ákos         |
| 1999 | Kocsmapárharc                                  | The Match                                          | John MacGhee                         |                      |
| 1999 | A Thomas Crown-ügy                             | The Thomas Crown Affair                            | Thomas Crown                         | Kautzky Armand       |
| 1999 | A világ nem elég                               | The World Is Not Enough                            | James Bond                           | Kautzky Armand       |
| 2001 | A panamai szabó                                | The Tailor of Panama                               | Andrew Osnard                        | Kautzky Armand       |
| 2002 | Halj meg máskor                                | Die Another Day                                    | James Bond                           | Kautzky Armand       |
| 2002 | Evelyn                                         | Evelyn                                             | Desmond Doyle                        | Kautzky Armand       |
| 2004 | Az utolsó gyémántrablás                        | After the Sunset                                   | Max Burdett                          | Kautzky Armand       |
| 2004 | Válótársak                                     | Laws of Attraction                                 | Daniel Rafferty                      | Kautzky Armand       |
| 2005 | Matador                                        | The Matador                                        | Julian Noble                         | Kautzky Armand       |
| 2006 | Seraphim Falls – A múlt szökevénye             | Seraphim Falls                                     | Gideon                               | Kautzky Armand       |
| 2007 | Próbatétel                                     | Butterfly on a Wheel                               | Tom Ryan                             | Kautzky Armand       |
| 2007 | Házasélet                                      | Married Life                                       | Richard Langley                      | Kautzky Armand       |
| 2008 | Mamma Mia!                                     | Mamma Mia!                                         | Sam Carmichael                       | Kautzky Armand       |
| 2009 | Míg a halál el nem választ                     | The Greatest                                       | Allen Brewer                         | Kautzky Armand       |
| 2010 | Szellemíró                                     | The Ghost Writer                                   | Adam Lang                            | Kautzky Armand       |
| 2010 | Villámtolvaj – Percy Jackson és az olimposziak | Percy Jackson & the Olympians: The Lightning Thief | Kheirón                              | Kautzky Armand       |
| 2010 | Emlékezz rám                                   | Remember Me                                        | Charles Hawkins                      | Kautzky Armand       |
| 2011 | Isten ments!                                   | Salvation Boulevard                                | Dan Day                              | Kautzky Armand       |
| 2011 | Csak tudnám, hogy csinálja                     | I Don't Know How She Does It                       | Jack Abelhammer                      | Kautzky Armand       |
| 2012 | Csak a szerelem számít                         | Love Is All You Need                               | Phillip                              | Kautzky Armand       |
| 2013 | Világvége                                      | The World's End                                    | Guy Shephard                         | Kautzky Armand       |
| 2014 | Százkarátos szerelem                           | The Love Punch                                     | Richard Jones                        | Kautzky Armand       |
| 2014 | Hosszú út lefelé                               | A Long Way Down                                    | Martin Sharp                         | Kautzky Armand       |
| 2014 | November Man                                   | The November Man                                   | Peter Devereaux                      | Kautzky Armand       |
| 2015 | Szerelem, angolosan                            | How to Make Love Like an Englishman                | Richard Haig                         | Kautzky Armand       |
| 2015 | A túlélő                                       | Survivor                                           | Nash / Órás                          | Kautzky Armand       |
| 2015 | Kiút nélkül                                    | No Escape                                          | Hammond                              | Kautzky Armand       |
| 2015 |                                                | A Christmas Star                                   | Mr. Shepherd                         |                      |
| 2016 | Pokoli paradicsom                              | Urge                                               | Daemon Sloane / Idegen               | Kautzky Armand       |
| 2016 | Behálózva                                      | I.T.                                               | Mike Regan                           | Kautzky Armand       |
| 2016 | Pusztulj, apám                                 | My Father Die                                      | nem szerepel                         |                      |
| 2017 | New York-i afférok                             | The Only Living Boy in New York                    | Ethan Webb                           | Kautzky Armand       |
| 2017 | Az idegen                                      | The Foreigner                                      | Liam Hennessy                        | Kautzky Armand       |
| 2018 | A gyilkosság filozófiája                       | Spinning Man                                       | Robert Malloy nyomozó                | Kautzky Armand       |
| 2018 | Mamma Mia! Sose hagyjuk abba                   | Mamma Mia! Here We Go Again                        | Sam Carmichael                       | Kautzky Armand       |
| 2018 | Végeredmény                                    | Final Score                                        | Dimitri Belov                        | Kautzky Armand       |
| 2020 | Eurovíziós Dalfesztivál: A Fire Saga története | Eurovision Song Contest: The Story of Fire Saga    | Erick Erickssong                     | Kautzky Armand       |
| 2021 | Riverdance: Egy táncos kaland                  | Riverdance: The Animated Adventure                 | Patrick (hangja)                     |                      |
| 2021 | Riverdance: Egy táncos kaland                  | Riverdance: The Animated Adventure                 | Patrick (hangja)                     | Faragó András        |
| 2021 | Riverdance: Egy táncos kaland                  | Riverdance: The Animated Adventure                 | Nagyapa (hangja)                     |                      |
| 2021 | Riverdance: Egy táncos kaland                  | Riverdance: The Animated Adventure                 | Tarján Péter                         |                      |
| 2021 | Tolvajok társasága                             | The Misfits                                        | Richard Pace                         | Kautzky Armand       |
| 2021 | Hamupipőke                                     | Cinderella                                         | Rowan király                         | Kautzky Armand       |
| 2021 | Álpozitív                                      | False Positive                                     | Dr. John Hindle                      | Kautzky Armand       |
| 2022 | A sellő és a Napkirály                         | The King's Daughter                                | XIV. Lajos francia király            | Kautzky Armand       |
| 2022 | Black Adam                                     | Black Adam                                         | Kent Nelson / Doktor Sors            | Kautzky Armand       |
| 2023 | Szélhámos rokonok                              | The Out-Laws                                       | Billy McDermott                      | Kautzky Armand       |
| 2023 | Villám Charlie                                 | Fast Charlie                                       | Charlie Swift                        | Kautzky Armand       |
| 2023 |                                                | The Last Rifleman                                  | Artie Crawford                       |                      |
| 2024 |                                                | Playing to Survive: von Cramm vs Hitler            | Gottfried von Cramm                  |                      |
| 2024 |                                                | The Unholy Trinity                                 | Gabriel Dove                         |                      |
| 2024 |                                                | Four Letters of Love                               | William Coughlan                     |                      |
| 2025 | Fekete táska                                   | Black Bag                                          | Arthur Stieglitz                     | Kautzky Armand       |
| 2025 | Királyok királya                               | King of Kings                                      | Quintus Pontius Pilatus (hangja)     |                      |

### Televízió

#### Tévéfilm
| Év   | Magyar cím               | Eredeti cím             | Szerep                | Magyar hang     |
| ---- | ------------------------ | ----------------------- | --------------------- | --------------- |
| 1979 |                          | Murphy's Stroke         | Edward O'Grady        |                 |
| 1989 | Dupla csavar             | The Heist               | Neil Skinner          | Benkő Péter     |
| 1989 | Dupla csavar             | The Heist               | Neil Skinner          | Kautzky Armand  |
| 1991 | 101-es gyilkosság        | Murder 101              | Charles Lattimore     | Jakab Csaba     |
| 1991 | A szerelem áldozata      | Victim of Love          | Paul Tomlinson        |                 |
| 1993 | Halálvonat               | Death Train             | Michael "Mike" Graham | Csankó Zoltán   |
| 1993 | Indián szív              | The Broken Chain        | Sir William Johnson   |                 |
| 1994 | Ne állj szóba idegennel! | Don't Talk to Strangers | Patrick Brody         | Selmeczi Roland |
| 1995 | Az ügynök bosszúja       | Night Watch             | Michael "Mike" Graham | Dörner György   |
| 2024 |                          | The Great Lillian Hall  | Ty Maynard            |                 |

#### Sorozat
| Év        | Magyar cím                                         | Eredeti cím                                   | Szerep                         | Megjegyzések                                                            |
| --------- | -------------------------------------------------- | --------------------------------------------- | ------------------------------ | ----------------------------------------------------------------------- |
| 1980      |                                                    | Hammer House of Horror                        | utolsó áldozat                 | 1 epizód                                                                |
| 1980      |                                                    | The Professionals                             | rádiós                         | 1 epizód                                                                |
| 1981      | Újvilági rapszódia                                 | Manions of America                            | Rory O'Manion                  | - főszereplő - minisorozat (3 epizód)                                   |
| 1982      |                                                    | Play for Today                                | Dennis                         | 1 epizód                                                                |
| 1982      |                                                    | Nancy Astor                                   | Robert Gould Shaw              | minisorozat (4 epizód)                                                  |
| 1982–1987 | Remington Steele                                   | Remington Steele                              | Remington Steele / Ben Pearson | - főszereplő (94 epizód) - magyar hangja: - Kautzky Armand              |
| 1988      | A nemesi ház                                       | Noble House                                   | Ian Dunross                    | - főszereplő - minisorozat (4 epizód)                                   |
| 1989      | 80 nap alatt a Föld körül                          | Around the World in 80 Days                   | Phileas Fogg                   | - főszereplő - minisorozat (3 epizód) - magyar hangja: - Schnell Ádám   |
| 2001      | Saturday Night Live                                | Saturday Night Live                           | önmaga                         | 1 epizód                                                                |
| 2001      | A Simpson család                                   | The Simpsons                                  | önmaga (hangja)                | 1 epizód                                                                |
| 2011      | Csontzsák                                          | Bag of Bones                                  | Mike Noonan                    | - főszereplő - minisorozat (2 epizód) - magyar hangja: - Kautzky Armand |
| 2017–2019 |                                                    | The Son                                       | Eli McCullough                 | főszereplő (20 epizód)                                                  |
| 2018      | 2019-es Breakthrough-gála                          | 2019 Breakthrough Prize Ceremony              | önmaga (házigazda)             | különkiadás                                                             |
| 2023      | A történelem legnagyobb rablásai Pierce Brosnannal | History's Greatest Heists With Pierce Brosnan | önmaga (műsorvezető)           | dokumentumsorozat (8 epizód)                                            |
| 2025      | Gengsztervilág                                     | MobLand                                       | Conrad Harrigan                | főszereplő (10 epizód)                                                  |

## Díjak és jelölések
- 2009. díj: Arany Málna díj - legrosszabb férfi mellékszereplő - (Mamma Mia! (film))
- 2006. jelölés: Golden Globe-díj - Legjobb férfi színész (komédia vagy musical) - (Matador)
- 2000. jelölés: Arany Málna díj - legrosszabb filmes páros ("Denise Richards") - (A világ nem elég)
- 1997. díj: Hollywood Walk of Fame
- 1985. jelölés: Golden Globe-díj - Legjobb férfi mellékszereplő (televíziósorozat, televíziós minisorozat vagy tévéfilm) - (Nancy Astor)